# Michael Omoh
Michael Omoh, né le 29 août 1991 à Warri, est un footballeur nigérian. Il évolue au poste de milieu défensif avec l'Academica Clinceni.

## Biographie
Omoh commence à jouer avec les Mowoe Babes de sa ville natale de Warri, dans le Sud du Nigeria. En 2008, il est transféré au Gateway United, où il ne reste que quelques mois parce qu'il ne reçoit pas son salaire
En mars 2011, son agent londonien est contacté par Dalkurd FF, une équipe de la troisième division suédoise à la recherche d'un milieu défensif. Omoh joue un match amical et le lendemain, il signe un contrat. À la fin de la saison, il signe un renouvellement bisannuel, suivi d'un nouveau renouvellement jusqu'en 2015. En 2014, il a connu une saison particulièrement prolifique sur le plan personnel, avec 11 buts marqués.
Cependant, Omoh a une clause lui permettant de partir si le Dalkurd FF n'est pas promu à Superettan. À partir de la saison 2015, il devient joueur d'Östersunds FK, suivant le même chemin que Brwa Nouri, Ammar Ahmed et Rasmus Lindkvist, tous d'anciens joueurs de Dalkurd FF qui ont ensuite rejoint l'Östersunds FK. Avec ses 6 buts et 10 passes décisives, il contribue à la première promotion en Allsvenskan dans l'histoire du club.
Le joueur nigérian débute sa première saison en Allsvenskan avec l'Östersunds FK en 2016. Le 15 juillet, il est acquis par l'Örebro SK, une autre équipe militante d'Allsvenskan, avec un contrat valable jusqu'à la fin de la saison 2019.